# Francesco Pesenti
Francesco Pesenti, meglio conosciuto come Franco Pesenti (Tremezzo, 11 ottobre 1918 – Como, 24 gennaio 2008), è stato un calciatore italiano, di ruolo centrocampista.
È morto nella sua casa di Como nel gennaio 2008 all'età di novant'anni.

## Carriera
Iniziò la sua carriera agonistica nel 1937 tra le file del Como, con cui vince un campionato di Prima Divisione centrando così la promozione in Serie C.
Nel 1945 conduce la squadra lariana alla vittoria del Torneo Lombardo (il campionato di Serie A quell'anno non venne disputato a causa della guerra). In questa competizione collezionò 20 presenze siglando 5 reti.
Ha giocato anche nel Verona e nel Brescia, con le rondinelle lombarde esordì il 14 settembre 1947 nella partita Brescia-Viareggio (2-0).

## Palmarès

### Club

#### Competizioni regionali
- Prima Divisione: 1

Como: 1937-1938
- Torneo Benefico Lombardo: 1

Como: 1944-1945